# آناهید تارخانیان
آناهید آرتوری تارخانیان(ارمنی: Անահիտ Արթուրի Թարխանյան؛ ۵ مارس ۱۹۵۹) معمار اهل ارمنستان است.

## زندگی‌نامه
وی در ۵ مارس ۱۹۵۹ در ایروان به دنیا آمد وی از دانشگاه پلی‌تکنیک ارمنستان و دانشگاه آمریکایی ارمنستان فارغ‌التحصیل گشت. وی در Haypetnakhagits (۱۹۸۹-۱۹۸۱) و در وزارت امور خارجه ارمنستان فعالیت نموده‌است.

## نگارخانه

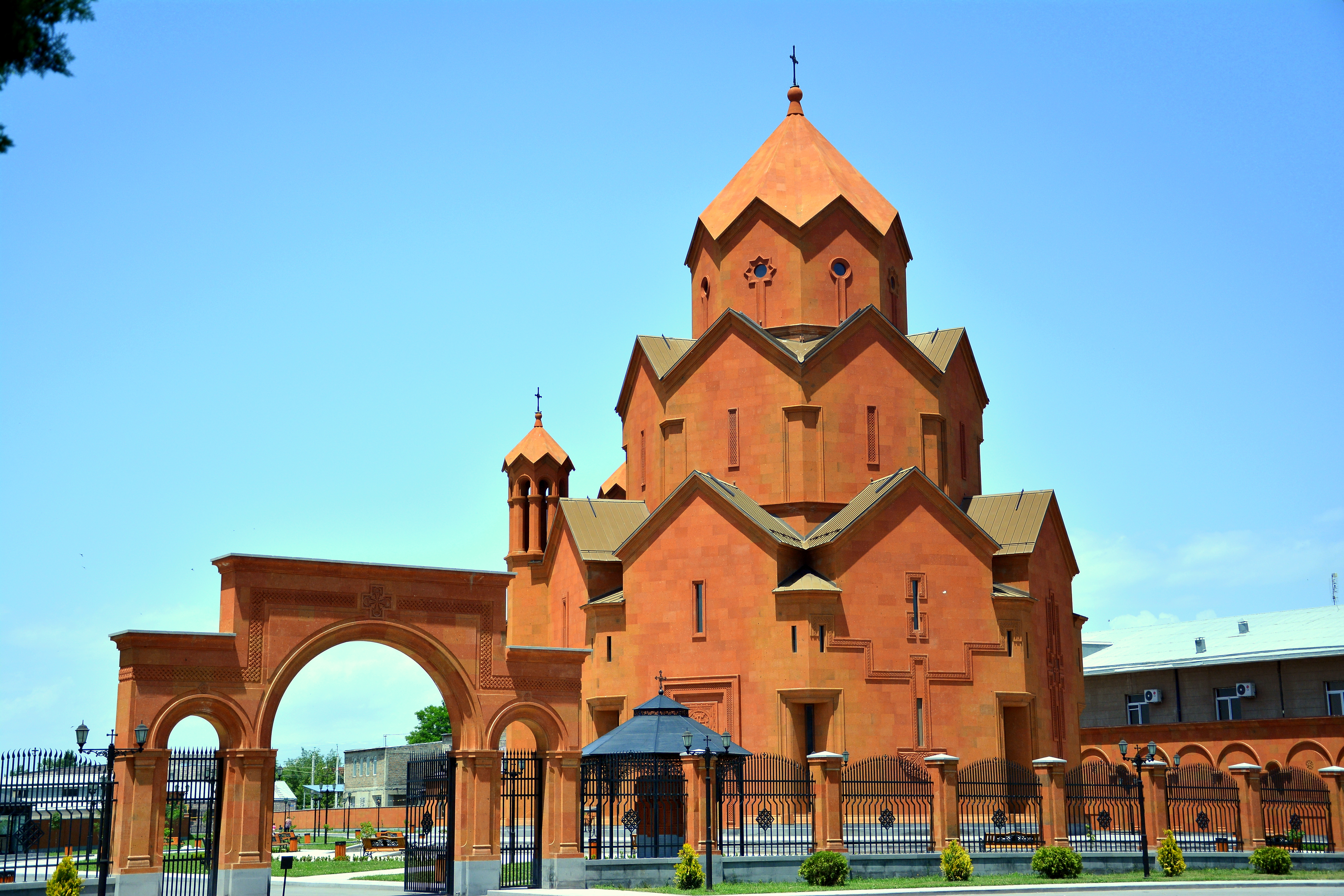